# Torts (Interference with Goods) Act 1977
Der Torts (Interference with Goods) Act 1977 war ein Act of Parliament zur Änderung des Rechts in England, Wales und Nordirland bezüglich unrechtmäßiger Aneignung und anderer Delikte, die Sachen betreffen.
Mit diesem Gesetz wurde der Herausgabeanspruch abgeschafft.